# Cosmopterix hermippe
Cosmopterix hermippe là một loài bướm đêm thuộc họ Cosmopterigidae. Nó được tìm thấy ở Brasil (Distrito Federal).
Con trưởng thành được ghi nhận vào tháng 3. Cánh trước dài 4 mm. Loài này được đặt tên theo Hermippe, một Mặt Trăng của Sao Mộc.